# 재고투자
재고투자(在庫投資, Inventory investment)는 재고품 총액을 증가시키는 형태로 이루어지는 투자를 말한다.
내용에 따라서 원자재 재고투자, 반제품 재고투자, 제품 재고투자의 셋으로 나뉜다. 처음 두 가지는 경기의 오르내림을 예상하여 재빨리 이에 적합되지만 제품 재고투자는 경기 후퇴기에도 잔품의 형태로 의도하지 않은 투자 증가의 가능성이 있다. 따라서 제품 재고투자의 파동은 다른 두 파동보다 뒤늦게 변동하는 것이 보통이다. 경기 순환 중 3, 4년을 주기로 하는 소순환(키친파동)에서는 재고투자의 파동이 큰 역할을 한다고 생각하고 있다.  특히 재고투자에 대해서 주의해야 할 일은 생산자가 계획하고 의도하여 행한 재고품의 증가뿐만 아니라, 수요에서도 사지 못한 채로, 예상 이상으로 팔고 남은 재고품의 증가도 포함되어 있다는 것이다. 전자를 '의도한 재고투자', 후자를 '의도하지 않은 재고 투자'라 한다. 재고품에도 순환적 변동이 보여, 전체로서 생산자의 스톡은 경제활동과 반비례하여 변화하는 것이 정상이다.